# Río Pindaré

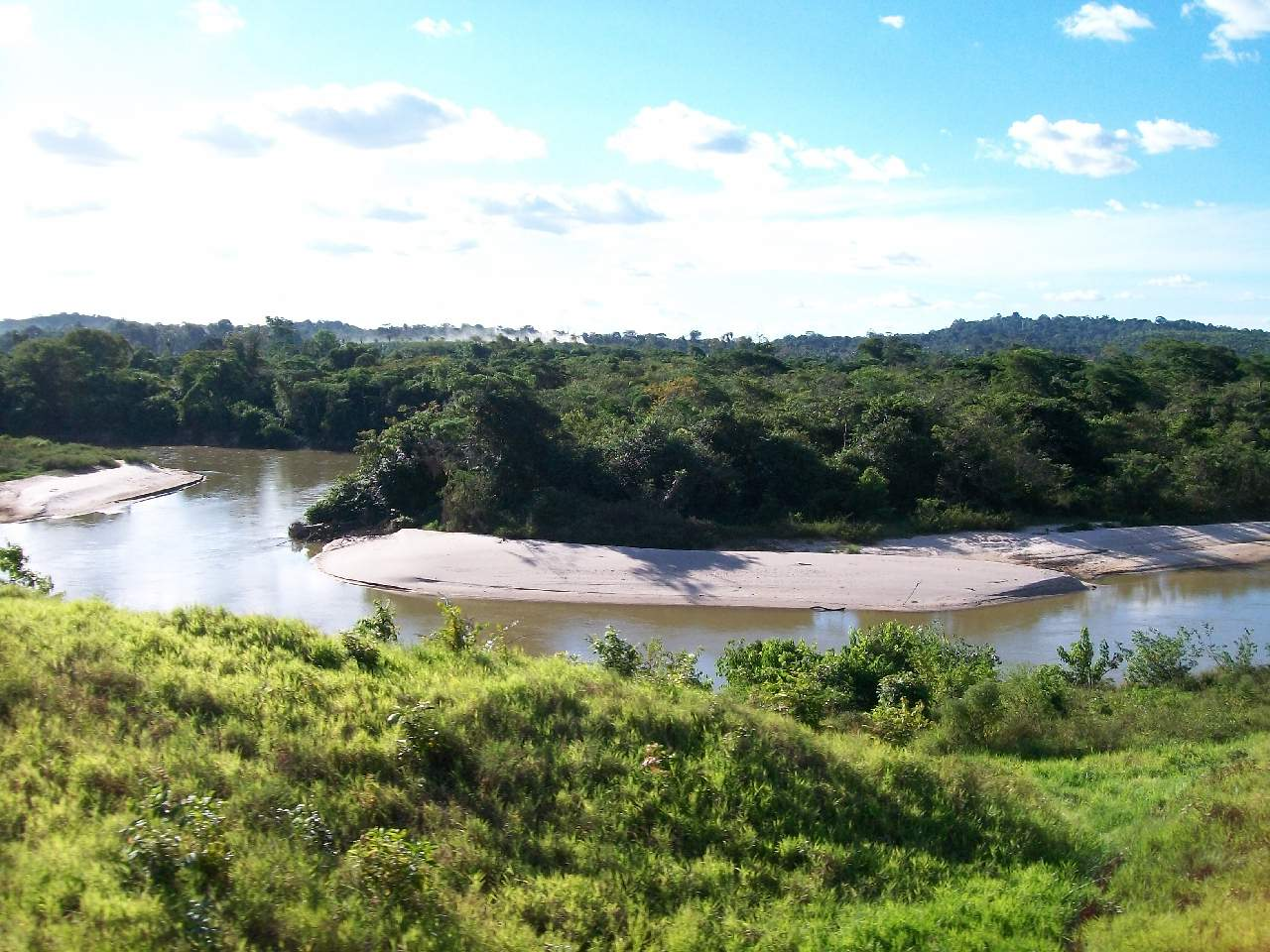
El río Pindaré y su dramática sedimentación.

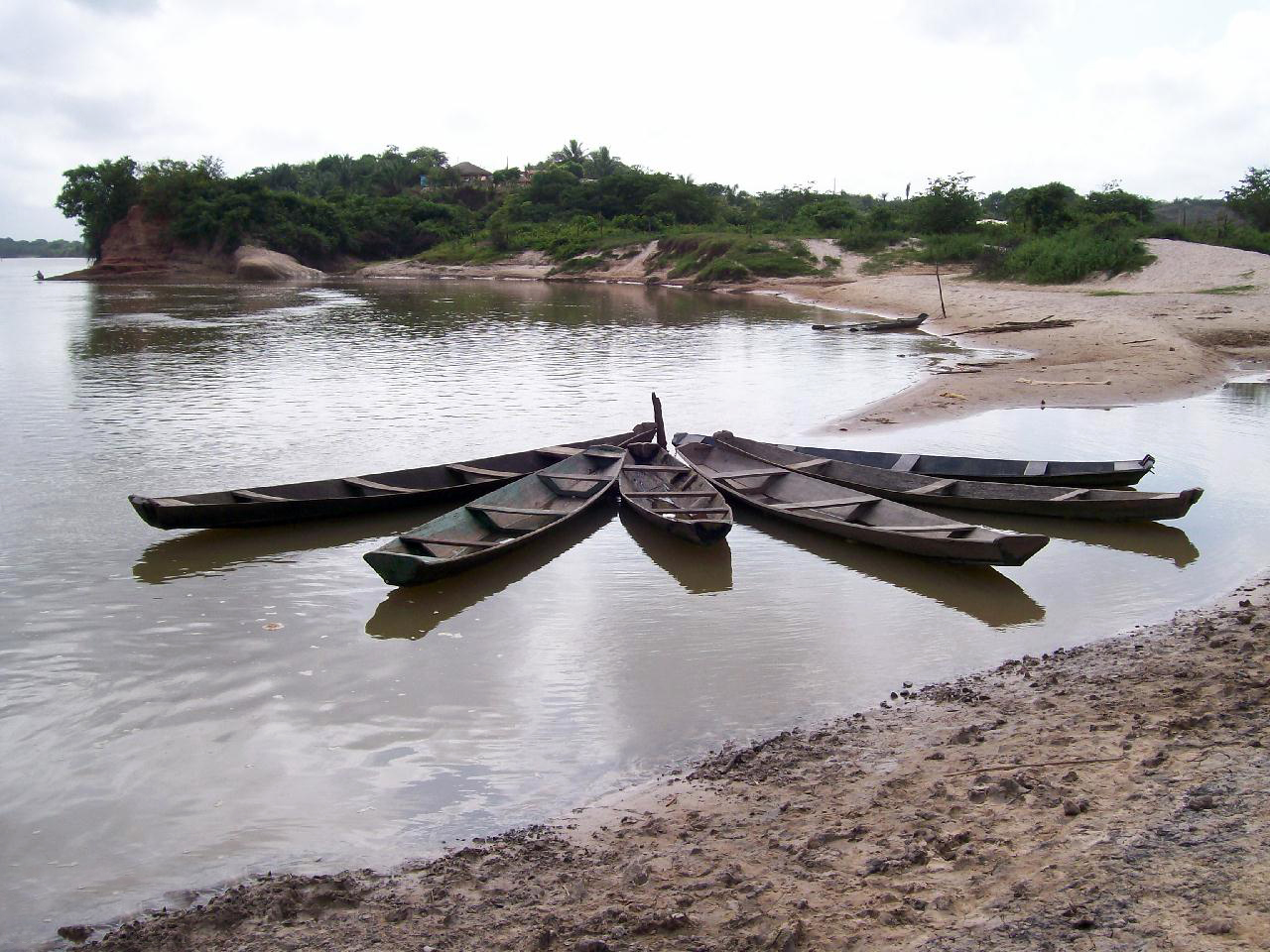
Canoas en Pindaré en Alto Alegre do Pindaré.

El  rio Pindaré es un río del norte de Brasil que baña el estado de Maranhão. Tiene una longitud total de 686 km, drena una cuenca de km² y pertenece a la Región Hidrográfica del Atlântico Nordeste Ocidental - Mearim/Pindaré. El río Pindaré es el principal afluente del río Mearim, aunque a veces suele considerarse un río independiente, ya que desagua al inicio de una zona de estuario, cerca de la desembocadura del Mearim en la bahía de São Marcos.
Su recorrido total es de aproximadamente 686 km, siendo navegable en el tramo comprendido entre su desembocadura en el kilómetro 41 del Mearim hasta la confluencia con el río Buriticupu, en el kilómetro  456.

## Geografía
Río genuinamente maranhense, nace en la sierra de Gurupi, a una altitud de aproximadamente 300 m, en las colinas que forman la divisoria entre las cuencas hidrográficas de los ríos Mearim y Tocantins, en el Área Índigen Krikati, algo al suroeste de la ciudad de Amarante do Maranhão (37.894 hab. en 2010).
El río se encamina primera en dirección norte en un tramo en el que apenas hay poblaciones de importancia, hasta volverse hacia el noreste al alcanzar la sierra de Tiracambu, que bordeara dejándola al noroeste, y que separa la cuenca del Pindaré de la cuenca del río Gurupi. A partir de aquí el río está acompañado en el valle por el ferrocarril de Carajás (Estrada de Ferro Carajás) y la rodovia BR-222. Llega a la ciudad de Bom Jesus das Selvas (28.456 hab.), y luego a Buriticupu (65.226 hab.) donde recibe por la derecha al primero de sus afluentes de importancia, el río Buriticupu. Tras recibir por la izquierda al río Caru, llega a Alto Alegre do Pindaré (31.028 hab.), donde recibe al pequeño Aqua Preta, y alcanza luego las ciudades de Santa Inês (78.182 hab.) (donde recibe al río Zutiua) y  Pindaré Mirim (31.145 hab.). El ferrocarril, tras un tramo de algo más de 200 km, sigue hacia el este mientras el río, ya en su tramo final se encamina más hacia el norte, en una zona con muchos y tortuosos meandros y lagunas. Sigue por las localidades de Monçao (31.748 hab.) (donde está la laguna Jacarei), Boa Vista do Pindaré y Cajari (18.348 hab.), donde recibe por la derecha al emisario de la laguna Cajari, en cuya orilla está la ciudad de Penalva (34.246 hab.). Al poco desagua por la izquierda en el río Mearim, al inicio de una zona de estuario que acaba en la bahía de São Marcos, por lo que algunos consideran que ambos ríos alimentan el estuario y que son independientes.
El río Pindaré, uno de los ríos más importantes en el estado de Maranhao, está por desgracia seriamente sedimentado y sus márgenes destruidas como consecuencia de la deforestación desenfrenada que destruye gradualmente la gran Amazonia brasileña. La cuenca del Pindaré está cubierta por bosques tropicales húmedos latifoliados, y el río divide la zona de la selva húmeda Tocantins-Araguaia-Maranhão, al oeste, de la de las selvas Maranhão Babaçu (palmeral de Maranhão), hacia el este.